# Dicarpa tricostata
Dicarpa tricostata är en sjöpungsart som först beskrevs av C.S. Millar 1960.  Dicarpa tricostata ingår i släktet Dicarpa och familjen Styelidae.
Artens utbredningsområde är Södra Ishavet. Inga underarter finns listade i Catalogue of Life.